# Цукерман, Эшли
Эшли Цукерман (англ. Ashley Zukerman; род. 30 декабря 1983, Санта-Моника, Калифорния, США) — американский и австралийский актёр. Известен как исполнитель роли Роберта Лэнгдона в сериале «Утраченный символ» по мотивам одноимённого романа Дэна Брауна.

## Ранняя жизнь
Родился в 1983 году в США, в курортном городе Санта-Моника в штате Калифорния. Родители — Ингрид и Моше Зукерман — имели еврейское происхождение и будущий актёр ещё в детстве выучил иврит. В возрасте двух лет вместе с семьей переехал в Австралию. Окончил Колледж искусств при Мельбурнском университете в 2006 году.

## Карьера
В 2016 году снялся в роли вице-президента США Питера Маклиша в сериале «Последний кандидат».
В 2018 году сыграл в хоррор-вестерне «Обитель страха», где воплотился в роль мужа главной героини (в исполнении Кэйтлин Джерард).
В марте 2020-го стало известно, что Цукерман получил главную роль Роберта Лэнгдона, профессора религиозной символики, в телесериале канала NBC «Утраченный символ» (по роману Дэна Брауна). Первый сезон вышел в следующем году, вместе с трилогией фильмов-слэшеров от Netflix «Улица Страха», где Эшли Цукерман сыграл шерифа Ника Гуда. В январе 2022 года сериал был закрыт после первого сезона.

## Фильмография
| Год       |   | Русское название            | Оригинальное название        | Роль                            |
| --------- | - | --------------------------- | ---------------------------- | ------------------------------- |
| 2010      | с | Тихий океан                 | The Pacific                  | лейтенант Роберт «Мак» Маккензи |
| 2010      | ф | Стыд                        | Blame                        | Энтони                          |
| 2011      | с | Терра Нова                  | Terra Nova                   | Лукас Тейлор                    |
| 2014—2015 | с | Манхэттен                   | Manhattan                    | доктор Чарли Айзекс             |
| 2015      | с | Конец детства               | Childhood's End              | Джейк Греггсон                  |
| 2016      | с | Бойтесь ходячих мертвецов   | Fear the Walking Dead        | Уильям (жених Офелии)           |
| 2016—2017 | с | Последний кандидат          | Designated Survivor          | Питер Маклиш                    |
| 2018—2021 | с | Наследники                  | Succession                   | Нейт Софрелли                   |
| 2018      | ф | Обитель страха              | The Wind                     | Исаак (Айзек) Маклин            |
| 2020      | с | Учитель                     | A Teacher                    | Мэтт Митчелл                    |
| 2021      | ф | Улица страха. Часть 1: 1994 | Fear Street Part One: 1994   | шериф Ник Гуд                   |
| 2021      | ф | Улица страха. Часть 2: 1978 | Fear Street Part Two: 1978   | шериф Ник Гуд                   |
| 2021      | ф | Улица страха. Часть 3: 1666 | Fear Street Part Three: 1666 | шериф Ник Гуд                   |
| 2021      | с | Утраченный символ           | Dan Brown's The Lost Symbol  | Роберт Лэнгдон                  |
| 2025      | с | Яблочный уксус              | Apple Cider Vinegar          | Клайв                           |